# Manuel María Caballero
Manuel María Caballero Rojas (geboren am 26. Juli 1819 in Vallegrande; gestorben 1866 in Sucre) war ein bolivianischer Rechtsanwalt, Politiker und Literat.
Caballero war Delegierter der Stadt Vallegrande bei der Unterzeichnung der bolivianischen Verfassung (Constitución política) vom 5. August 1861. Er ist Autor des Werkes La Isla, das als erster bolivianischer Roman gilt.

## Werke
- La Isla. Roman. 1864. Neuausgabe: Fondo Editorial Gobierno Municipal Santa Cruz de la Sierra, Santa Cruz 1996, OCLC 39890665.
- Anteportada. Erinnerungen. 1863.
- Algunas ideas sobre la literatura boliviana. Studie. 1863.